# Зовнішні Сейшельські острови
Зовнішні Сейшельські острови (сейш. Zil Elwannyen Sesel) — умовна назва декількох груп островів у складі Республіки Сейшельські Острови, за винятком власне (внутрішніх) Сейшельських островів. Розташовані в західній частині Індійського океану. Не утворюють єдиного географічного цілого. Розташовані на відстані від 230 до 1150 км від головного острова Сейшел Мае.
На відміну від більшості Внутрішніх островів є виключно кораловими рифами і тому часто називаються також кораловими островами. Через дуже слабку заселеність ці острови не включені в систему адміністративного та виборчого поділу країни.
Коралові острови — це плоскі атоли, що підносяться над океаном лише на 4-8 метри. Складають їх вапняки, що
практично не утримують вологи, принесеної мусонами (до 1500 мм на рік), і тому тут часто буває посуха. Острови також бідні родючими ґрунтами і крім кокосових пальм майже немає рослинності, і відповідно, постійного населення.
Загальна площа Зовнішніх островів — 211,3 км², що становить 46 % загальної площі суші Сейшельських Островів. Однак їх населення становить лише 2 % від загального населення країни. Всього населення є на 11 островах. Найбільше поселення розташоване на острові Коетіві.
Зовнішні Сейшельські острови включають п'ять груп островів (із заходу на схід):
1. Група островів Альдабра — площа 176 км²
  - о. Ассампшен
  - о-ви Альдабра
  - о-ви Космоледо
  - о. Астов
2. Група островів Фаркуар — площа 11 км²
  - Риф Уїзард
  - о-ви Провіденс
  - о. Серф
  - о. Сен-П'єр
  - о-ви Фаркуар
3. Група островів Альфонс — площа 2 км². Включає два атоли — Сен-Франсуа та Альфонс.
  - о. Альфонс
  - о. Біжутьє
  - о. Сен-Франсуа
4. Амірантські острови (8 коралових островів і три атоли) — площа 10 км²
5. Південна Коралова група — острови Платт та Коетіві, площа 10 км²